# Rittergut Bangert

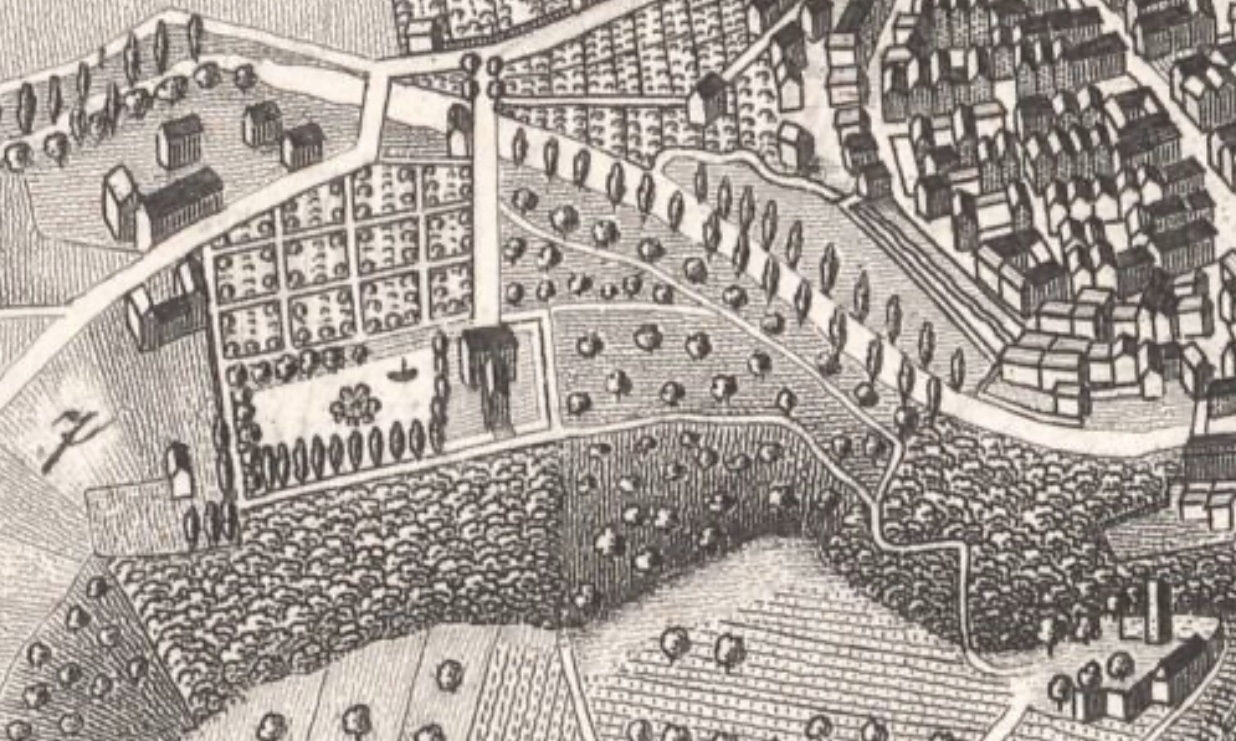
Rittergut Bangert, Stahlstich von P. Borniger (Ausschnitt), 1843

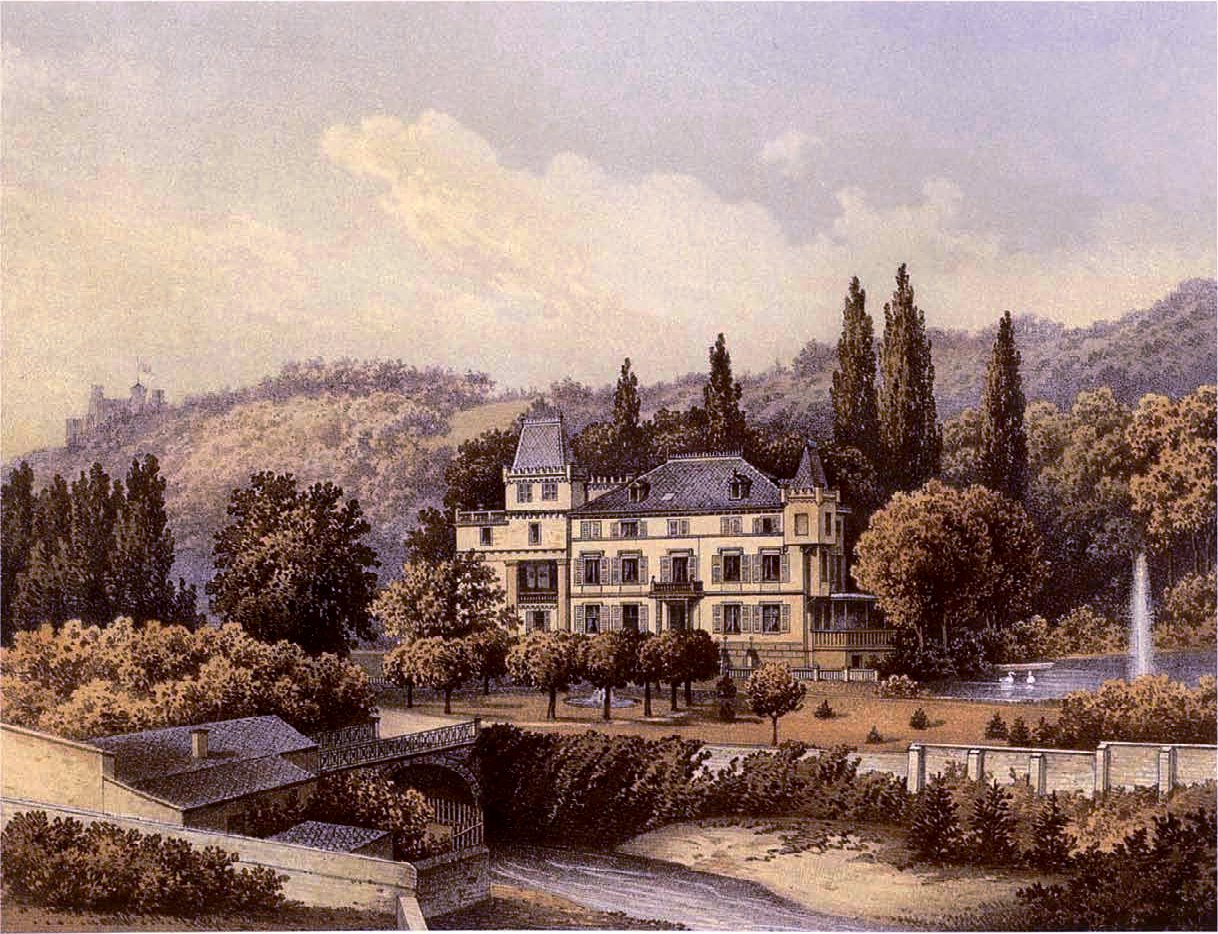
Rittergut Bangert, Herrenhaus nach 1860, Steinzeichnung von Theodor Albert, Sammlung Alexander Duncker

Das Rittergut Bangert (auch Amalienschloss) befand sich in der ehemaligen Rheinprovinz, damals Regierungsbezirk Koblenz, nahe Bad Kreuznach. Das Rittergut wurde 1326 erstmals urkundlich erwähnt. In der Zeit der Renaissance ist es als Wasserschloss belegt.
Die Besitzung, der Bangert, erstreckte sich über das Plateau des Schlossberges, dessen südlicher Abhang von Weinbergen bedeckt ist, und über den bewaldeten Rücken der Haardt, des Salinen-Waldes und des Herrnwaldes, im Ganzen etwa 1500 preußische Morgen umfassend.

## Geschichte

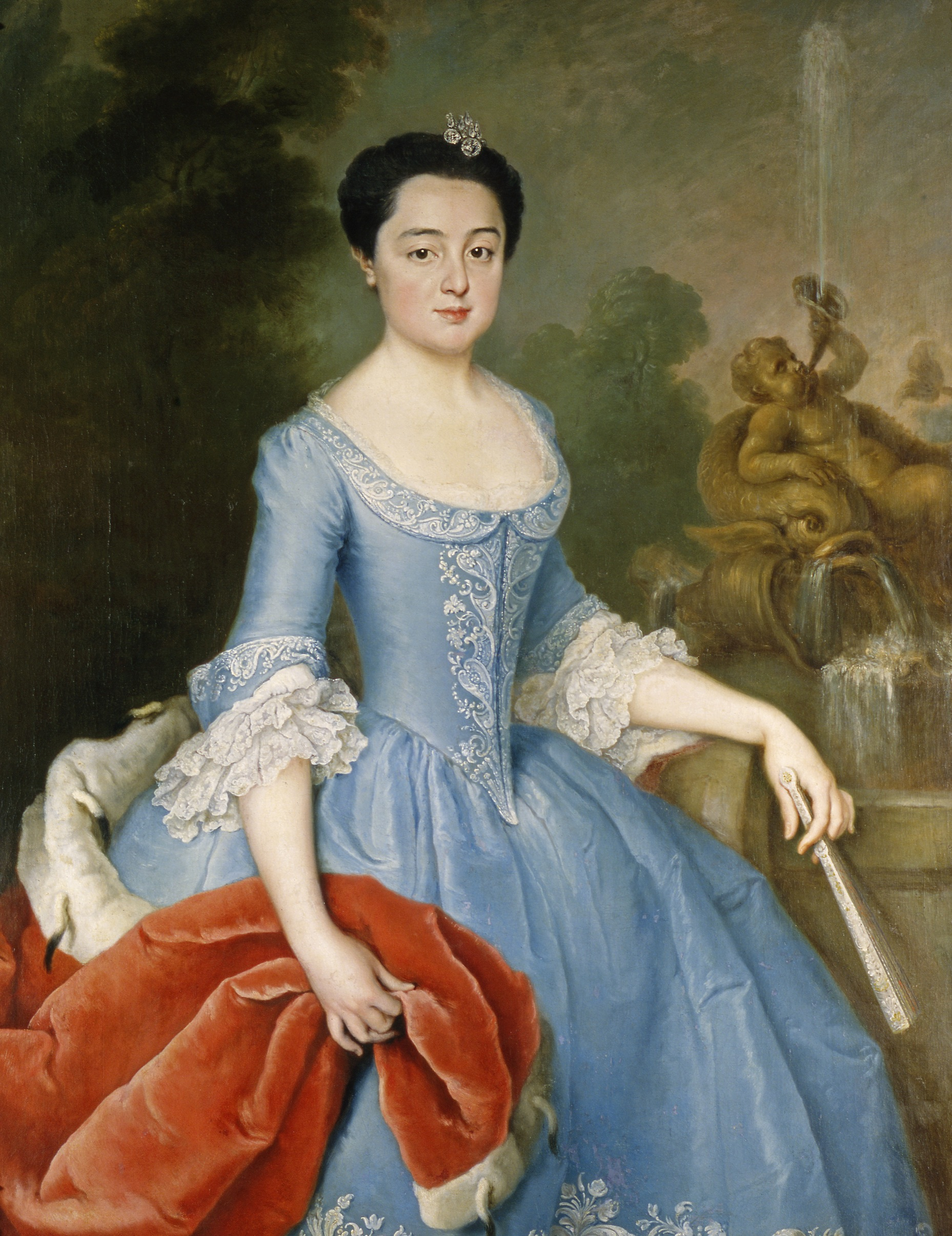
Henriette Amalie von Anhalt-Dessau (1720–1793)

Die Besitzung gehörte nach alten Urkunden und Situations-Plänen im Jahre 1530 einer Familie von Hardung. Das Anwesen wurde 1771 durch Prinzessin Henriette Amalie von Anhalt-Dessau (1720–1793) vom Oberamtsverwalter Johann Philipp von Hartung (Hardung) erworben. Ihr Hauptwohnsitz blieb aber weiterhin das Dorf Bockenheim unmittelbar vor den Toren der freien Reichsstadt Frankfurt am Main. Der Schlosspark ist bereits im Jahre 1605 in einem Stadtratsprotokoll als „Bangert“ oder „Baumgarten“ erwähnt. In Plänen des 17. Jahrhunderts als Garten- oder Obstbaumfläche kartiert, scheint das Gelände im letzten Viertel des 18. Jahrhunderts als parkähnliche Anlage im Renaissance-Stil bestanden zu haben. Der Name Bangert jedoch blieb erhalten. Die nicht verheiratete Prinzessin lebte mit dem um fünfzehn Jahre jüngeren Baron von Rackmann zusammen, der durch ihre Intervention in den Reichsgrafenstand als Baron von Bangert erhoben wurde.
An den Abhängen des Schlossberges führen Wege zur über der Stadt gelegenen Ruine der Kauzenburg.

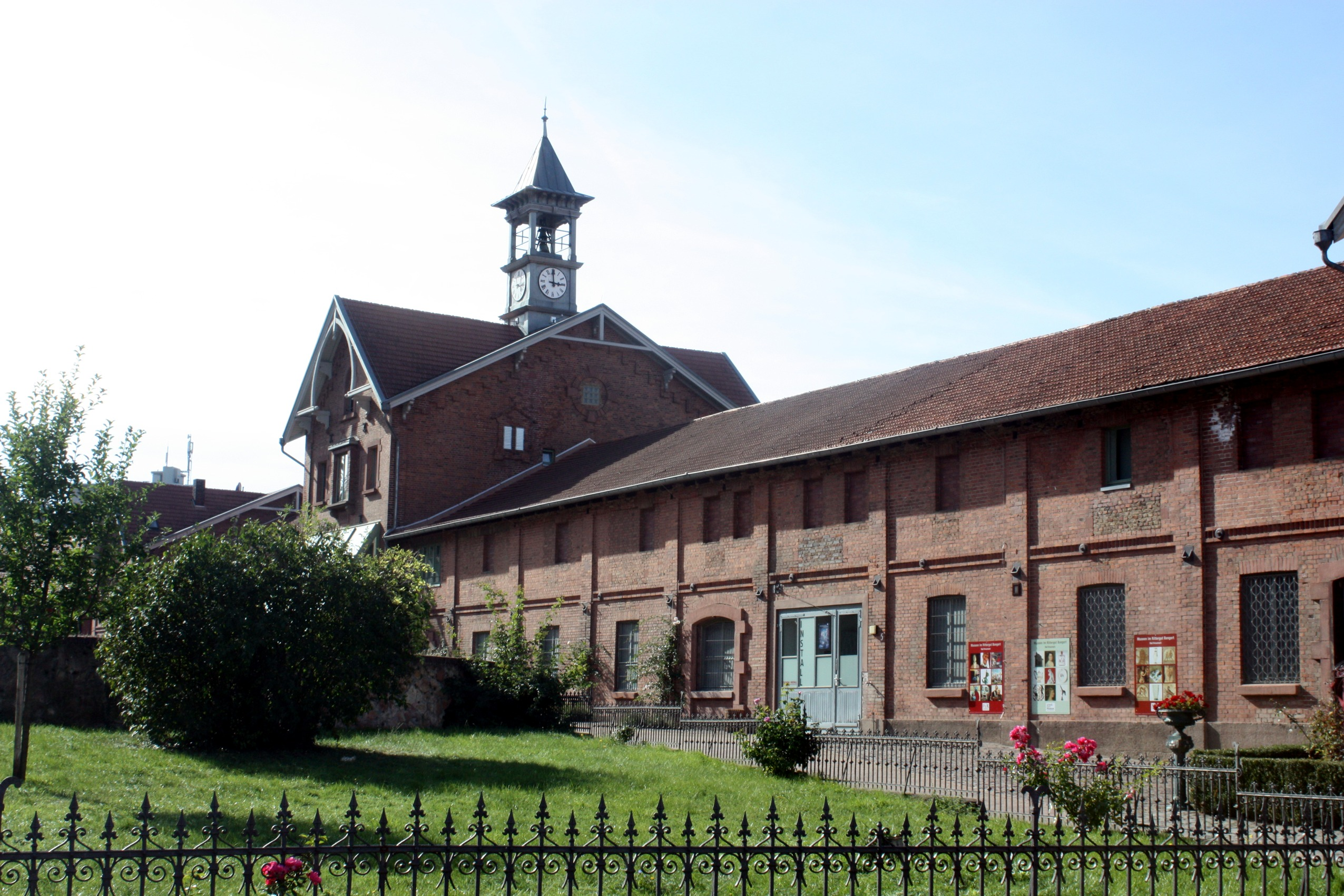
Rittergut Bangert, 2013

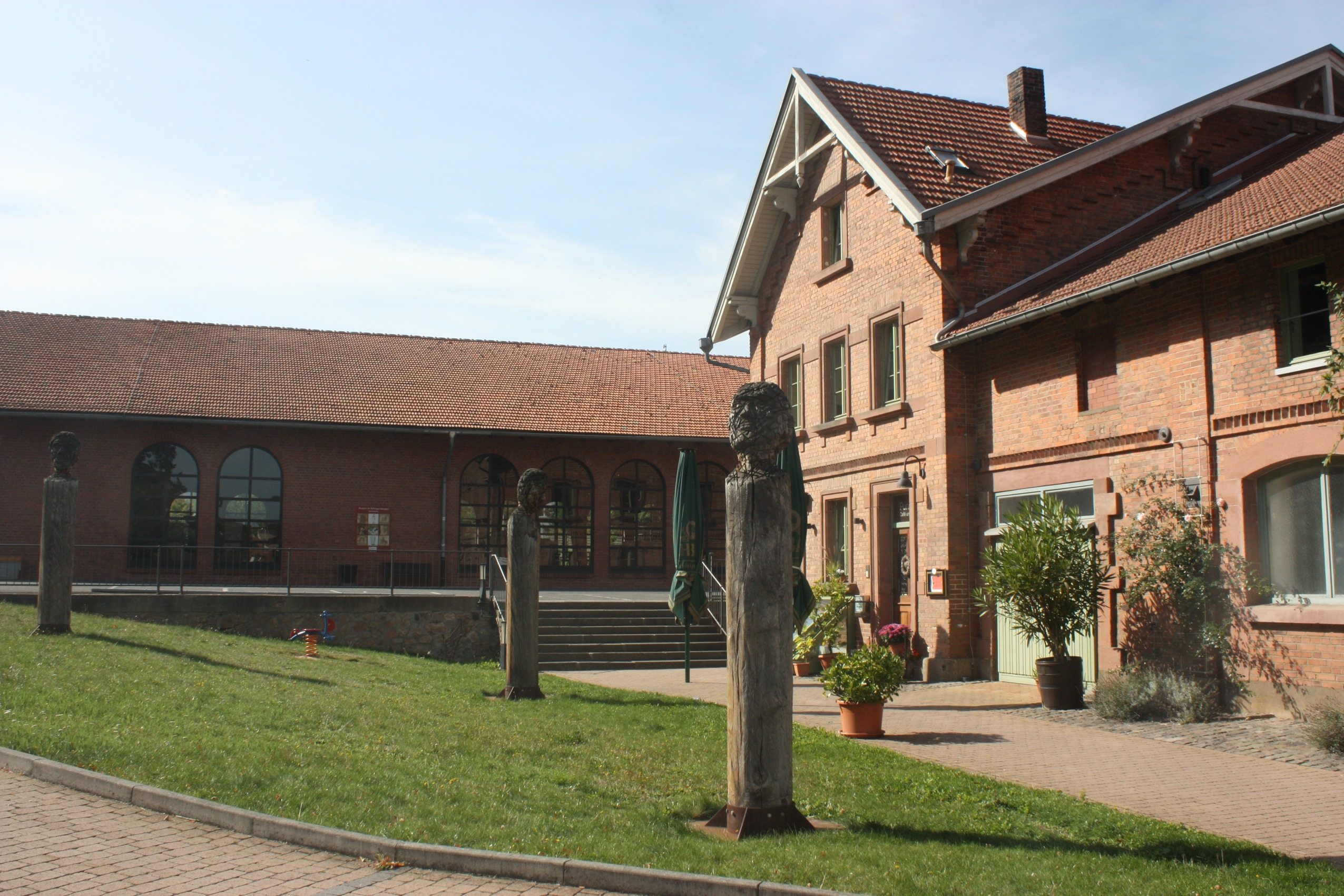
Rittergut Bangert und Römerhalle

1802 erwarb Andreas van Recum (1765–1828) das Anwesen und ließ ein von Wasser, Gärten und Parkanlagen umgebenes Wohnhaus auf den Grundmauern eines alten reichsunmittelbaren Burgsitzes erbauen. Sein Sohn Otto Freiherr von Recum (1821–1885) erweiterte es 1860, anlässlich seiner Hochzeit, mit weiteren Anbauten und zinnenbekrönten Türmchen. Das Rittergut fiel 1881 an die Großindustriellenfamilie Puricelli. Carl Puricelli kaufte es für seinen Sohn Heinrich Puricelli. Das Anwesen erhielt einen zweigeschossigen Flügelbau mit Remise, die Wohn- und Wirtschaftsgebäude beherbergte. Das Anwesen in der heutigen Form wird auch als Puricelli-Schloss bezeichnet. Auch geht das heutige Erscheinungsbild des Parks auf die Familie Puricelli zurück, die eine Umgestaltung in Form eines Landschaftsparks mit künstlich eingebuchtetem Weiher, botanischen Raritäten wie Ginkgos, Catalpa und Elefantenbaum beauftragten. Aus dieser Zeit stammen auch die Eisenkandelaber und Kratere im Park – Erzeugnisse aus der Puricellischen Eisenhütte.
Nach dem Zweiten Weltkrieg wurde das Gut zunächst vom Max-Planck-Institut für Landarbeit und Landtechnik genutzt, bevor es in Privatbesitz sowie an die Stadt überging.

## Nutzung
Auf der heute in weiten Teilen unter Denkmalschutz stehenden Anlage wird seit 1976  ein privater landwirtschaftlicher Betrieb weitergeführt. Außerdem sind seit 1985/86 unter anderem die Museen der Stadt Bad Kreuznach untergebracht; dies sind namentlich das Schlossparkmuseum, das Museum für Puppentheaterkultur sowie Römerhalle und römische Villa.